# Dolīnka
Dolīnka är en ort i Kazakstan.   Den ligger i oblystet Qaraghandy, i den centrala delen av landet, 190 km sydost om huvudstaden Astana. Dolīnka ligger 491 meter över havet och antalet invånare är 4 543.
Terrängen runt Dolīnka är mycket platt, och sluttar norrut. Runt Dolīnka är det tätbefolkat, med 459 invånare per kvadratkilometer. Närmaste större samhälle är Abaj, 13,9 km öster om Dolīnka. Trakten runt Dolīnka består i huvudsak av gräsmarker.